# Keeper Of The Seven Keys - The Legacy World Tour 2005/2006
Live In São Paulo es el CD y Live On 3 Continents es el DVD en directo de la banda de power metal Helloween, lanzados en febrero de 2006 y grabados en São Paulo (Brasil), Sofía (Bulgaria) y Tokio (Japón).

## Lista de canciones

### Disco uno
| N.º | Título                      | Escritor(es)                           | Duración |  |
| 1.  | «Intro»                     |                                        | 2:07     |  |
| 2.  | «The King for a 1000 Years» | Deris/Weikath/Gerstner/Grosskopf/Löble | 13:17    |  |
| 3.  | «Eagle Fly Free»            | Weikath                                | 5:49     |  |
| 4.  | «Hell Was Made in Heaven»   | Deris/Grosskopf                        | 6:35     |  |
| 5.  | «Keeper of the Seven Keys»  | Weikath                                | 13:32    |  |
| 6.  | «A Tale That Wasn't Right»  | Weikath                                | 5:19     |  |
| 7.  | «Mr. Torture»               | Kusch                                  | 4:29     |  |
| 8.  | «If I Could Fly»            | Deris                                  | 4:09     |  |
| 9.  | «Power»                     | Weikath                                | 3:48     |  |

### Disco dos
| N.º | Título                    | Escritor(es) | Duración |  |
| 1.  | «Future World»            | Hansen       | 10:04    |  |
| 2.  | «The Invisible Man»       | Gerstner     | 8:38     |  |
| 3.  | «Mrs. God»                | Deris        | 2:55     |  |
| 4.  | «I Want Out»              | Hansen       | 5:34     |  |
| 5.  | «Dr. Stein»               | Weikath      | 7:49     |  |
| 6.  | «Occasion Avenue (bonus)» | Deris        | 10:24    |  |
| 7.  | «Halloween (bonus)»       | Hansen       | 13:39    |  |

## DVD

### Disco uno
1. "Intro" (São Paulo)
2. "The King For A 1000 Years" (São Paulo)
3. "Eagle Fly Free" (São Paulo)
4. "Hell Was Made In Heaven" (São Paulo)
5. "Keeper Of The Seven Keys" (São Paulo - vista alternativa Sofía)
6. "A Tale That Wasn't Right" (São Paulo - vista alternativa Sofía)
7. "Drum Solo" (Edición de São Paulo, Sofía y Tokio)
8. "Mr. Torture" (São Paulo - vista alternativa Tokio)
9. "If I Could Fly" (São Paulo)
10. "Guitar Solo" (Edición de São Paulo, Sofia y Tokio)
11. "Power" (São Paulo)
12. "Future World" (São Paulo)
13. "The Invisible Man" (São Paulo)
14. "Mrs. God" (São Paulo)
15. "I Want Out" (São Paulo - vista alternativa Sofía)
16. "Dr. Stein" (São Paulo - vista alternativa Tokio)
17. "Outro" (São Paulo)

### Disco dos
1. "Occasion Avenue" (Tokio)
2. "Halloween" (Masters Of Rock, Vizovice CZ)
3. Roadmovie
4. Interviews
5. "Mrs. God" (Videoclip)
6. "Light The Universe" (Videoclip)

## Formación
- Andi Deris - Vocalista
- Michael Weikath - Guitarra
- Sascha Gerstner - Guitarra
- Markus Grosskopf - Bajo
- Dani Löble - Batería